# Острови Худобіна
Острови Худобіна - це група невеликих островів у Беринговому морі, поблизу узбережжя Аляски, 21 км  на захід від Порт-Моллер, нижньої Брістольської затоки. Група включає в себе скупчення інших невеликих прибережних островів, Моржових і Крицьких островів, утворюючи географічне ціле. Острови Худобіна знаходяться неподалік від лагуни Нельсон-Лагун. Найбільший острів приблизно 13,5 км  завдовжки і 1,6 км завширшки. Острови плоскі, найвища точка біля 4 м.

## Етимологія
Ці прибережні острови були обстежені Андрієм Худобіним, одним із морських офіцерів капітана Федора Петровича Літке у 1828 році. Худобін назвав групу Ile aux Loups або Вовчий острів, за Лютке. Його нинішню назву, остріви Худобіна, у 1882 році завдяки В. Г. Далл, USC & GS. 